# Василий
Васи́лий (др.-греч. Βασίλειος) — мужское русское личное имя греческого происхождения. Восходит к др.-греч. βασίλιος (басилиос); βασίλειος (басилейос) — «царский, царственный» — в древнегреческой мифологии эпитет Зевса и Посейдона; βασιλεύς (басилевс) — «царь, монарх, правитель».
Аналоги имени Василий встречаются во многих западноевропейских языках (в формах Бэзил в английском, Базиль во французском и др.), а также в языках Восточной Европы, как славянских, так и неславянских.

## Варианты имени и родственные имена
В старых святцах и календарях имя также встречается в формах Васи́лей, Васили́к. Современный православный месяцеслов содержит имя Васи́лько, являющееся формой имени Василий; помимо этого — имена Васо́й и Вассиа́н, являющиеся его производными. Также имеются близкородственные Васили́ск (от др.-греч. βασιλίσκος — «царёк») и Васили́д (от βασιλίδες — «царевич»).
В старых церковных календарях также упоминается женское парное имя — Васи́лия, а также родственное Васи́лла; но получило распространение другое этимологически близкое имя — Васили́са (и его форма Васили́на).
Уменьшительная форма имени — Ва́ся (или Ва́ська) — также является одной из наиболее распространённых русских кличек для домашних кошек.

## Происхождение имени
В христианском именослове имя Василий соотносится с несколькими раннехристианскими святыми: Василием Амасийским, Василием Анкирским (IV век), но прежде всего — с Василием Великим (IV век), одним из Отцов Церкви.
Имя Василий относилось к числу распространённых имён в Византии; об этом косвенно свидетельствует множество святых с этим именем, канонизированных церковью в эпоху раннего Средневековья.

### Имя на Руси
На Руси имя Василий отмечено с приходом христианства из Византии: князь Владимир Святославич незадолго до Крещения Руси сам был крещён и наречён именем Василий (в Византии в ту эпоху Василий — имя из императорского именника). Позднее имя прочно вошло в обиход династии Рюриковичей и встречалось у князей из различных ветвей рода. В пору становления Великого княжества Московского в XIV—XVI веках имя стало великокняжеским (его носителями были Василий I, Василий II Тёмный и Василий III), а в Смутное время после воцарения Василия Шуйского — царским. Как отмечала А. В. Суперанская, введение того или иного имени в обиход правящей династии благоприятно сказывалось на его популярности во всех сословиях. Одновременно распространённости имени способствовало наличие большого числа святых — носителей имени, поминаемых в святцах, и, соответственно, частая возможность проводить наречение этим именем. Отмечалось, что имя Василий имело хождение и в низших сословиях уже в XIV—XV веках (например, носителем имени являлся один из самых известных русских юродивых — Василий Блаженный, выходец из крестьянского сословия).

## Частотность имени
Л. М. Щетинин, прослеживая частотность самых популярных русских имён на протяжении нескольких веков, отмечал, что в XVII веке частотность имени составляла 50 ‰, в XVIII веке — 47 ‰, в XIX веке — 66 ‰. Стабильно высокая частотность показывала второй результат после самого распространённого в прошлом мужского русского имени Иван; а само имя уже не имело выраженной социальности.
В XX веке частотность имени характеризовалась преимущественно угасающей динамикой. Если в период до 1917 года она составляла 68 ‰, то в 1920-е годы — уже 10 ‰, а в 1960-е — 3 ‰. В сведениях, собранных А. Я. Шайкевичем по Москве, фиксировалось, что в начале XX века (1900—1909 годы) имя было на 5-м месте по числу наречений у новорождённых (с частотностью 78 ‰), а в последующие годы, начиная с послереволюционных, оно в десятку популярных у москвичей имён уже не входило.
Статистика за 1961 год по регионам центральной России, опубликованная В. А. Никоновым, показывает, что имя Василий на начало 1960-х являлось преимущественно «деревенским». Его частотность на селе колебалась от 15 ‰ (районы Ярославской области) до 50 ‰ (районы Курской области). В городах эти показатели были значительно скромнее: от 3 ‰ (Калуга) до 11 ‰ (Кострома).
Сведения, собранные А. В. Суперанской и А. В. Сусловой за несколько десятилетий по Ленинграду, также показывают падение популярности имени на протяжении почти всего XX века. У ленинградцев, родившихся в 1920-е — 1930-е годы частотность имени составляла 30 ‰, у родившихся в 1940-е — 1950-е — 16 ‰, у родившихся в 1960-е — 1970-е — 4 ‰. В конце 1980-х годов наметился рост частотности имени: у родившихся в этот период она составляла 10 ‰; рост частотности свидетельствовал о происшедших в обществе благоприятных переменах в восприятии имени.

## Именины
Православные именины (даты даны по григорианскому календарю):
- 8 января, 5 января, 14 января, 15 января, 20 января
- 8 февраля, 12 февраля, 14 февраля, 15 февраля, 17 февраля, 19 февраля, 22 февраля, 23 февраля, 26 февраля
- 3 марта, 5 марта, 7 марта, 13 марта, 14 марта, 17 марта, 20 марта, 24 марта
- 2 апреля, 4 апреля, 5 апреля, 8 апреля, 10 апреля, 25 апреля
- 1 мая, 8 мая, 9 мая, 13 мая, 19 мая, 22 мая, 23 мая, 26 мая, 31 мая
- 1 июня, 12 июня, 14 июня, 20 июня, 23 июня, 28 июня
- 1 июля, 5 июля, 8 июля, 11 июля, 14 июля, 16 июля, 18 июля, 19 июля, 28 июля
- 10 августа, 13 августа, 15 августа, 20 августа, 24 августа, 25 августа, 26 августа, 27 августа
- 4 сентября, 10 сентября, 15 сентября, 16 сентября, 17 сентября, 20 сентября, 22 сентября, 23 сентября
- 3 октября, 4 октября, 7 октября, 13 октября, 15 октября, 17 октября, 21 октября, 23 октября
- 3 ноября, 4 ноября, 8 ноября, 11 ноября, 13 ноября, 16 ноября, 19 ноября, 20 ноября, 27 ноября, 29 ноября
- 3 декабря, 5 декабря, 8 декабря, 9 декабря, 10 декабря, 11 декабря, 17 декабря, 20 декабря, 22 декабря, 26 декабря, 28 декабря

Для имени Василид:
- 5 января, 2 февраля, 14 апреля

Для имени Василиск:
- 7 марта, 11 января, 16 марта, 4 июня, 3 августа, 11 августа, 13 сентября

Для имени Василько:
- 4 марта

Для имени Васой:
- 19 марта

Для имени Вассиан:
- 25 февраля, 5 марта, 5 апреля, 23 июня, 25 июня, 25 сентября, 23 октября, 27 декабря, 6 августа

## Фамилии, образованные от имени
От имени Василий образована одна из самых распространённых русских фамилий Васильев.